# Bonifacy z Tarsu
Bonifacy z Tarsu, Bonifacy Rzymski (Tarski), cs. Muczenik Wonifatij Tarsijskij (zm. ok. 290, według innych źródeł ok. 305–307) – męczennik chrześcijański, święty Kościoła katolickiego i prawosławnego, jeden z tzw. trzech zimnych ogrodników.

## Życie
Bonifacy żył za czasów cesarza Dioklecjana. Według legendy był sługą Rzymianki Algae wysłany po relikwie świętych. Przybywszy do miasta Tarsus, trafił na tracenie chrześcijan do których zwrócił się słowami:

Wielki jest Bóg chrześcijan, wielki Bóg Męczenników! Proście za mną, wy słudzy Chrystusa, aby i mnie pozwolił wziąć udział w walce przeciwko szatanowi. Walczcie mężnie, bohaterowie Chrystusa! Cierpienie to jest wprawdzie bardzo ciężkie, ale za to słodki będzie wasz spokój. Tutaj męczą was kaci, a tam aniołowie będą wam służyli!

Wykonujący wyrok cesarza Symplicjusz pojmał Bonifacego i po poddaniu go torturom kazał ściąć za niewyrzeczenie się Jezusa Chrystusa. Miało to miejsce prawdopodobnie 14 maja 290 roku. Ciało przewieziono do Rzymu i wybudowano tam kościół. Pewnym jest, że w VII w. istniał w Rzymie kościół lub diakonia pod wezwaniem Bonifacego.
W 1693 r. relikwie świętego przewieziono do Czerniakowa pod Warszawą i umieszczono w nowo zbudowanym kościele oo. Bernardynów.

## Kult

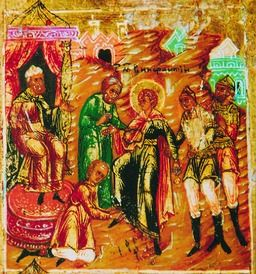
Męczeństwo św. Bonifacego (ikona z XIX wieku)

W Polsce kult świętego zapoczątkował Stanisław Herakliusz Lubomirski w drugiej połowie XVII wieku. Pragnął zbudować kościół-mauzoleum dla swojej rodziny, od papieża Innocentego XII dostał relikwie św. Bonifacego, męczennika z Tarsu, które umieszczono w kryształowej trumnie we wnętrzu ołtarza. Do kościoła św. Antoniego z Padwy co roku 14 maja wyruszała pielgrzymka z Warszawy na odpust i majówkę. Obecnie kult tego świętego prawie zupełnie zanikł.
Św. Bonifacy jest patronem kawalerów i nawróconych.
Wyznawcy prawosławia uważają Bonifacego za jednego z głównych orędowników, do którego wierni modlą się o wybawienie od alkoholizmu.
Święty przedstawiany jest jako młodzieniec w czerwonym męczeńskim płaszczu z krzyżem w ręce. Niekiedy trzyma też zwój z napisem: "Władco, Panie Wszechmocny, wybaw lud Swój od bałwochwalczego gniewu, wszelkiego cierpienia i smutku".

### Dzień obchodów
Wspomnienie liturgiczne w Kościele katolickim obchodzone jest 14 maja.
Cerkiew prawosławna wspomina męczennika Bonifacego 19 grudnia/1 stycznia, tj. 1 stycznia według kalendarza gregoriańskiego. Według bollandystów śmierć Bonifacego nastąpiła do 290 roku, ale z jakich powodów pamięć o nim jest 19 grudnia (według kalendarza juliańskiego) nie wiadomo.

### Przysłowia
1. Pankracy, Serwacy, Bonifacy – źli na ogrody chłopacy.
2. Przed Pankracym nie ma lata, po Bonifacym mróz ulata.
3. Pankracy, Serwacy, Bonifacy, każdy swoim zimnem raczy.